# Brian Johnson (zanger)
Brian Francis Johnson (Newcastle upon Tyne, 5 oktober 1947) is de zanger van de Australische hardrockband AC/DC.
Johnson was in de jaren zeventig de zanger van de glamrockband Geordie en kwam in 1980, na de dood van zanger Bon Scott, bij de rockgroep AC/DC. Het eerste album van AC/DC met Brian Johnson als zanger verscheen in de zomer van 1980 en had de naam Back in Black. Het is het bestverkochte album van AC/DC.
Op 7 maart 2016 werd bekend dat Johnson lijdt aan ernstige gehoorschade en zelfs volledig zijn gehoor zou kunnen verliezen. Op dat moment was de band bezig met hun tweejarige tour Rock or Bust, die daarom werd onderbroken. Op 17 april 2016 nam Johnson tijdelijk afscheid van AC/DC wegens deze gehoorproblemen. De tour werd afgemaakt met gastvocalist Axl Rose van Guns 'n Roses.
Johnson gaf in een verklaring in april 2016 aan dat hij door artsen is afgeraden op te treden in grote stadions. Dit zou zijn gehoor te veel schade toebrengen. Echter gaf hij wel aan dat het opnemen van een nieuw album niet uitgesloten is. Ook wilde hij de fans erop wijzen dat Axl een tijdelijke vervanger is. Enkele jaren later, in 2018, toerde Johnson weer met AC/DC.

## Trivia
- Johnsons voornaamste hobby is "car racing".
- Bon Scott zag Johnson ooit optreden toen hij als zanger van Fraternity in het voorprogramma van Geordie stond.
- Johnsons bijnaam luidt 'Jonna'.
- Bij Top Gear, een BBC-show, werd Johnson op 26 juli 2009 aangekondigd met de zin: 'My guest tonight has sold more albums than The Beatles, but I bet almost none of you have ever heard of him.'

Angus Young · Malcolm Young · Cliff Williams · Brian Johnson · Phil Rudd

Bon Scott · Dave Evans · Peter Clack · Rob Bailey · Simon Wright · Chris Slade · Mark Evans
- Bibsys: 4082258
- Biblioteca Nacional de España: XX1547567
- Gemeinsame Normdatei: 134568753
- International Standard Name Identifier: 0000 0001 1623 095X
- Library of Congress Control Number: no2001097842
- MusicBrainz: 49acbee5-5fb5-4cf1-868f-67bc01de2d84
- Nationale Bibliotheek van Tsjechië: ola2002151865
- Nationale bibliotheek van Australië: 53140644
- Nationale Bibliotheek van Polen: a0000002694935
- Trove: 1533437
- Virtual International Authority File: 38133179
- WorldCat: E39PBJbCMcghtt6bqfrjjF9dQq